# Seznam dílů seriálu Marco Polo
Toto je seznam dílů seriálu Marco Polo. Americký dramatický televizní seriál Marco Polo byl zveřejněn na Netflixu.

## Přehled řad
| Řada | Díly    | Premiéra na Netflixu                          |
| ---- | ------- | --------------------------------------------- |
| 1    | 10 (+1) | 12. prosince 2014 26. prosince 2015 (speciál) |
| 2    | 10      | 1. července 2016                              |

## Seznam dílů

### První řada (2014)
| Č. v seriálu | Č. v řadě | Původní název           | Český název      | Režie                            | Scénář             | Premiéra na Netflixu |
| ------------ | --------- | ----------------------- | ---------------- | -------------------------------- | ------------------ | -------------------- |
| 1            | 1         | The Wayfarer            | Poutník          | Joachim Rønning a Espen Sandberg | John Fusco         | 12. prosince 2014    |
| 2            | 2         | The Wolf and the Deer   | Vlk a jelen      | Joachim Rønning a Espen Sandberg | John Fusco         | 12. prosince 2014    |
| 3            | 3         | Feast                   | Hostina          | Alik Sakharov                    | Michael Chernuchin | 12. prosince 2014    |
| 4            | 4         | The Fourth Step         | Čtvrtý krok      | Alik Sakharov                    | Brett Conrad       | 12. prosince 2014    |
| 5            | 5         | Hashshashin             | Hašašín          | Daniel Minahan                   | Patrick Macmanus   | 12. prosince 2014    |
| 6            | 6         | White Moon              | Bílý měsíc       | Daniel Minahan                   | Dave Erickson      | 12. prosince 2014    |
| 7            | 7         | The Scholar's Pen       | Učencovo pero    | David Petrarca                   | Michael Chernuchin | 12. prosince 2014    |
| 8            | 8         | Rendering               | Bod zlomu        | John Maybury                     | Brett Conrad       | 12. prosince 2014    |
| 9            | 9         | Prisoners               | Uvěznění         | David Petrarca                   | Patrick Macmanus   | 12. prosince 2014    |
| 10           | 10        | The Heavenly and Primal | V nebeském právu | John Maybury                     | John Fusco         | 12. prosince 2014    |

#### Vánoční speciál (2015)
| Č. v seriálu | Původní název    | Režie         | Scénář     | Premiéra na Netflixu |
| ------------ | ---------------- | ------------- | ---------- | -------------------- |
| 11           | One Hundred Eyes | Alik Sakharov | John Fusco | 26. prosince 2015    |

### Druhá řada (2016)
| Č. v seriálu | Č. v řadě | Původní název                | Český název              | Režie          | Scénář                               | Premiéra na Netflixu |
| ------------ | --------- | ---------------------------- | ------------------------ | -------------- | ------------------------------------ | -------------------- |
| 12           | 1         | Hunter and the Sable Weaver  | Sobolí tkadlec a lovec   | Daniel Minahan | John Fusco                           | 1. července 2016     |
| 13           | 2         | Hug                          | Objetí                   | David Petrarca | Patrick Macmanus                     | 1. července 2016     |
| 14           | 3         | Measure Against the Linchpin | Opatření proti páce      | Daniel Minahan | Elizabeth Sarnoff                    | 1. července 2016     |
| 15           | 4         | Let God’s Work Begin         | Nechť započne práce boží | David Petrarca | Kate Barnow                          | 1. července 2016     |
| 16           | 5         | Lullaby                      | Ukolébavka               | Jon Amiel      | Bruce Marshall Romans                | 1. července 2016     |
| 17           | 6         | Serpent’s Terms              | Hadí podmínky            | Jon Amiel      | Noelle Valdivia                      | 1. července 2016     |
| 18           | 7         | Lost Crane                   | Ztracený ptáček          | Alik Sakharov  | Matthew White                        | 1. července 2016     |
| 19           | 8         | Whitehorse                   | Bílý kůň                 | James McTeigue | Elizabeth Sarnoff a Patrick Macmanus | 1. července 2016     |
| 20           | 9         | Heirs                        | Dědicové                 | James McTeigue | Kate Barnow                          | 1. července 2016     |
| 21           | 10        | The Fellowship               | Společenstvo             | Alik Sakharov  | Elizabeth Sarnoff a Patrick Macmanus | 1. července 2016     |